# Skamandros
Skamandros (oldgræsk: Σκάμανδρος) eller Xanthos (Ξάνθος) var en flodgud i græsk mytologi.

## Etymologi
Betydningen af dette navn er usikker. Det andet element ser ud som om det stammer fra græsk ἀνδρός (andrós) betyder 'af en mand', men der er kilder, der tvivler på dette. Det første element er sværere at udpege; det kunne være afledt af σκάζω (skázō) 'at halte, at snuble (over en forhindring)' eller fra σκαιός (skaiós) 'venstrehåndet, akavet'. Betydningen af navnet kan så måske være 'haltende mand' eller 'akavet mand'. Dette ville henvise til flodens mange sving og drejninger (bugtninger), som ikke løber ligeud, men "halter" sig af sted.

## Geografi
Skamandros-floden (den nuværende flod Karamenderes i Tyrkiet) blev opkaldt efter flodguden Skamandros. Skamandros-floden var floden, der omringede Troja. Guden Skamandros tog trojanernes parti i den trojanske krig.

## Familie
Ifølge Hesiod er Skamandros søn af Oceanus og Tethys. Andetsteds beskrives han som søn af Zeus. Han var far til kong Teucer, hvis mor var vandnymfen Idaea. Han blev også nævnt som far til Glaucia, Deimachus' elskerinde. Xanthus blev anerkendt for at være far til Eurythemista, der fødte Pelops og Niobe til Tantalus. Strymo eller Rhoeo, kone til Laomedon, konge af Troja, blev også kaldt hans datter.

## Mytologi
Skamandros kæmpede på trojanernes side under den trojanske krig (Iliaden XX, 73/74; XXI), efter at den græske helt Achilleus fornærmede ham. Det er også sagt, at Skamandros forsøgte at dræbe Achilleus tre gange, og helten blev kun reddet på grund af indgreb af Hera, Athena og Hefaistos. I denne sammenhæng er han personificeringen af Skamandros-floden, der strømmede fra Idabjerget over sletten nedenfor byen Troja, og sluttede sig til Hellespont nord for byen. Achaierne havde ifølge Homer slået deres lejr nær dens udmunding og kæmpede mod trojanerne på Skamandros-sletten. I Iliaden XXII (149ff) fortæller Homer, at floden havde to kilder: den ene bragte frem varmt vand, den anden koldt, uanset årstiden.
Ifølge Homer blev flodguden kaldt for Xanthos af guder og Skamandros af mænd. Dette kunne tyde på, at det første navn henviser til guden og det andet derimod til floden.
Pseudo-Plutarch fortæller at Skamandros blev gal under Rheas mysterier og kastede sig ud i floden Xanthos, som derefter blev omdøbt til Skamandros.